# 田原市
田原市（日语：／ Tahara shi */?）是愛知縣南部，渥美半島上的市。

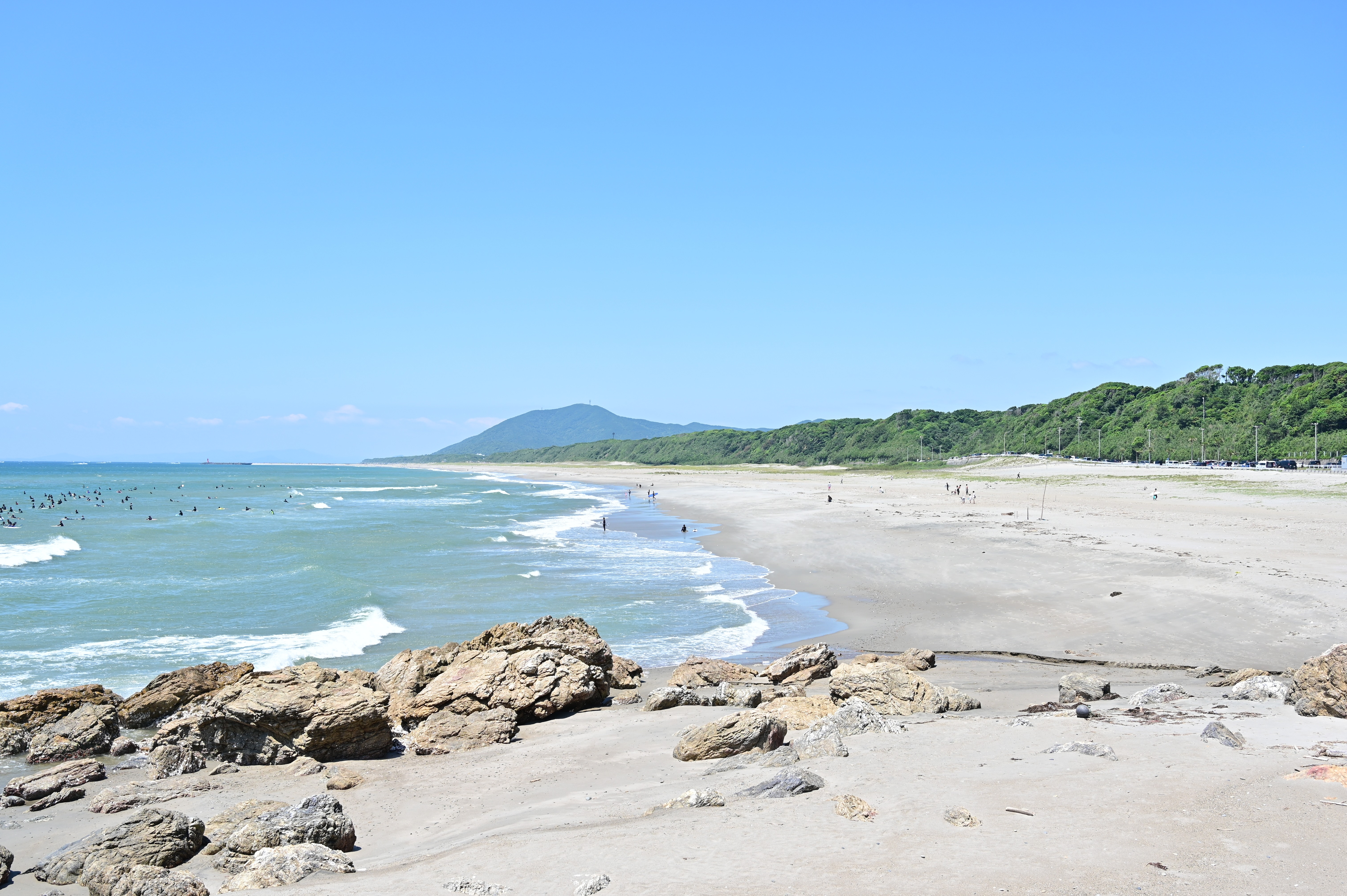
太平洋長灘

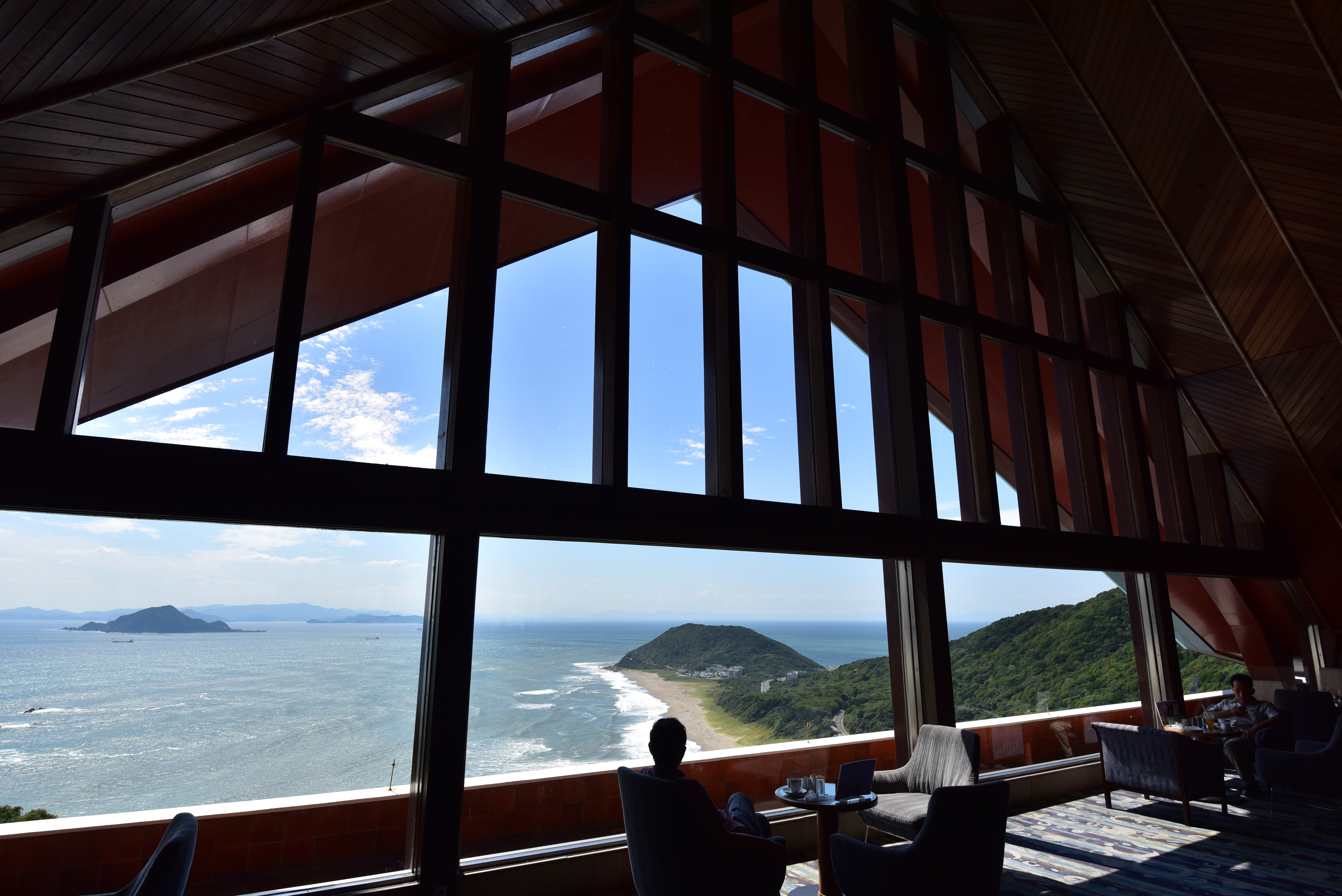
伊良湖岬

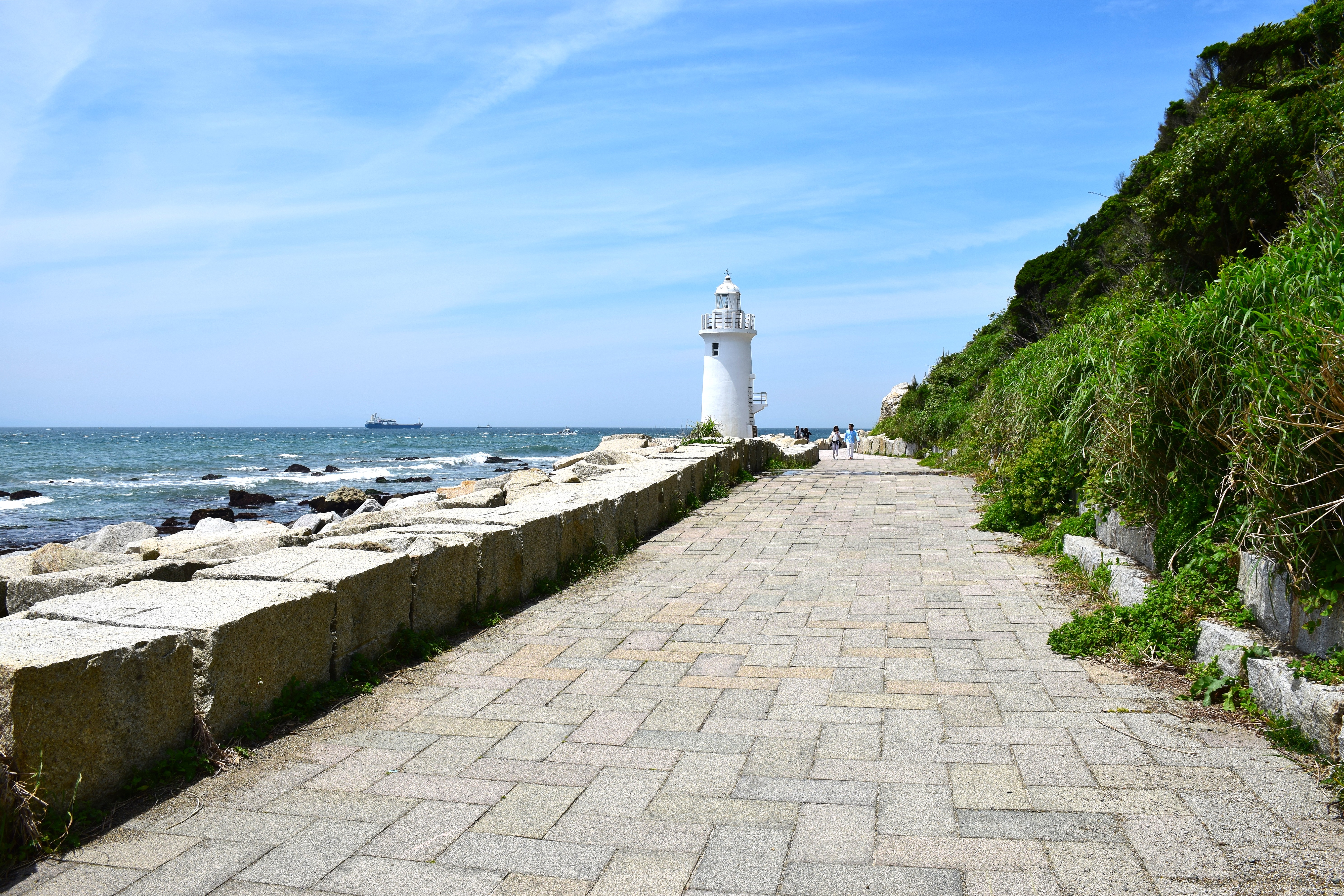
伊良湖岬燈塔附近的海濱大道

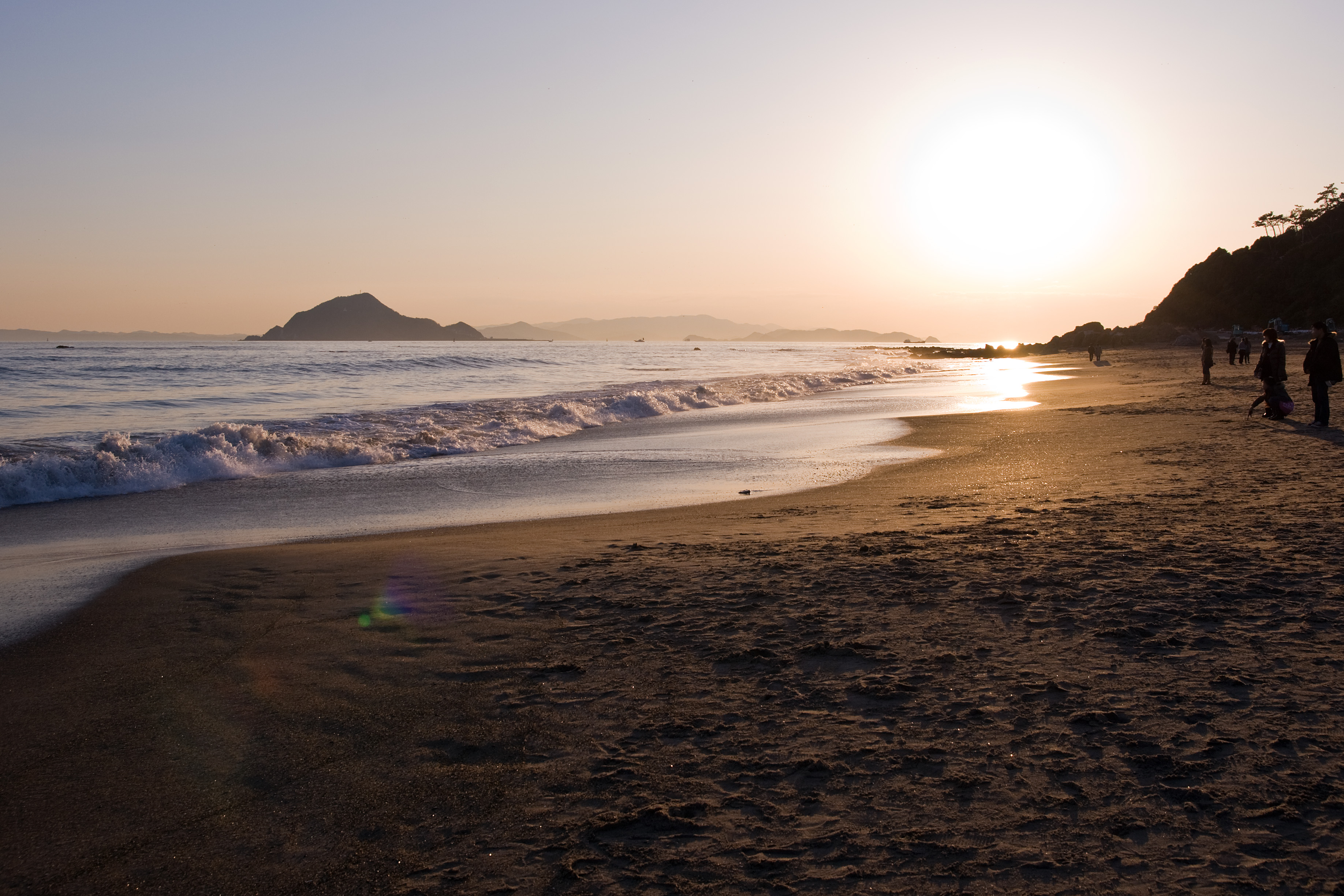
戀愛海濱

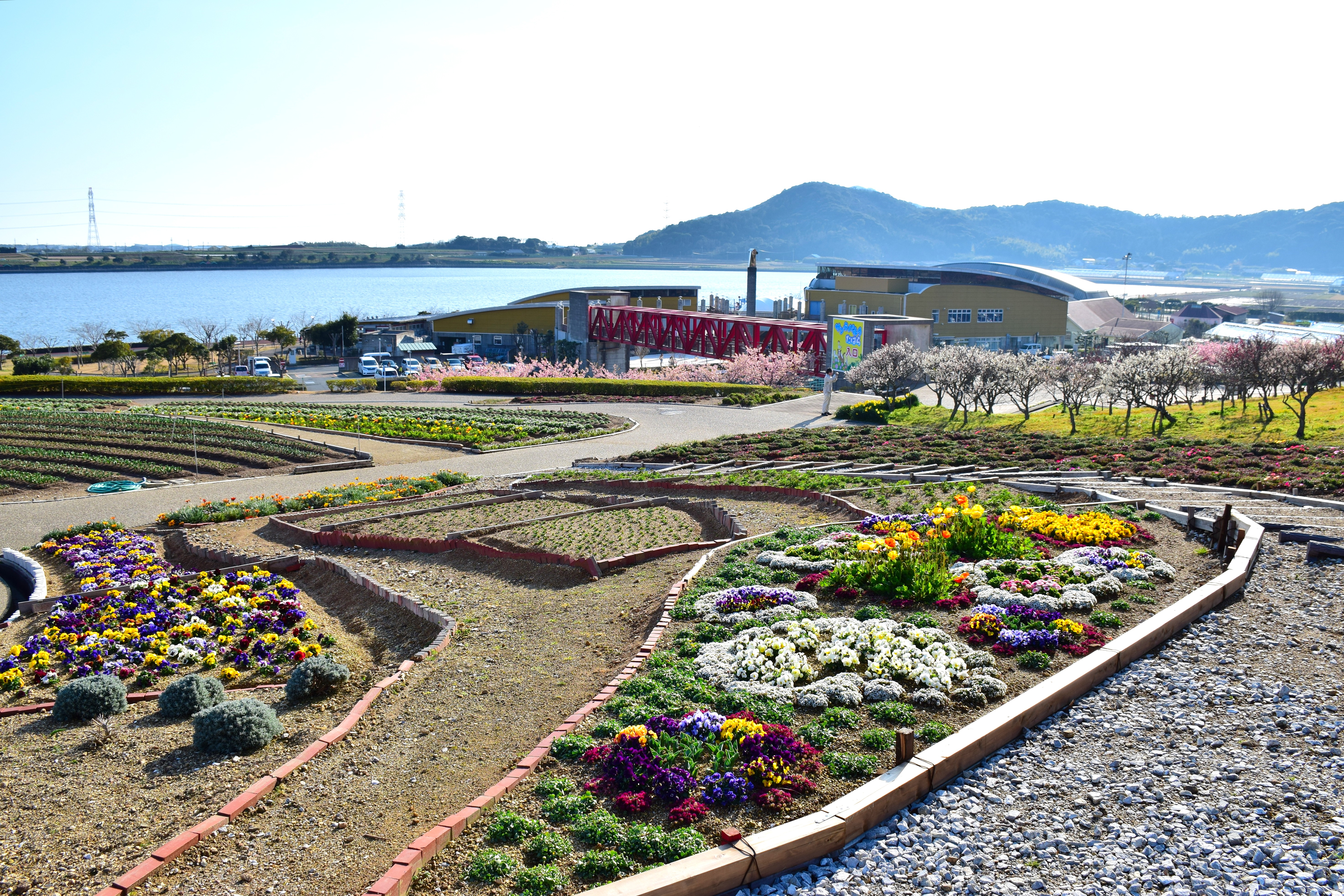
田原市蘆葦池塘農業公園

## 外部連結
- OpenStreetMap上有關田原市的地理
- （日語） 官方网站
- （日語） 維客旅行上的田原市 （页面存档备份，存于）